# Série télévisée de science-fiction

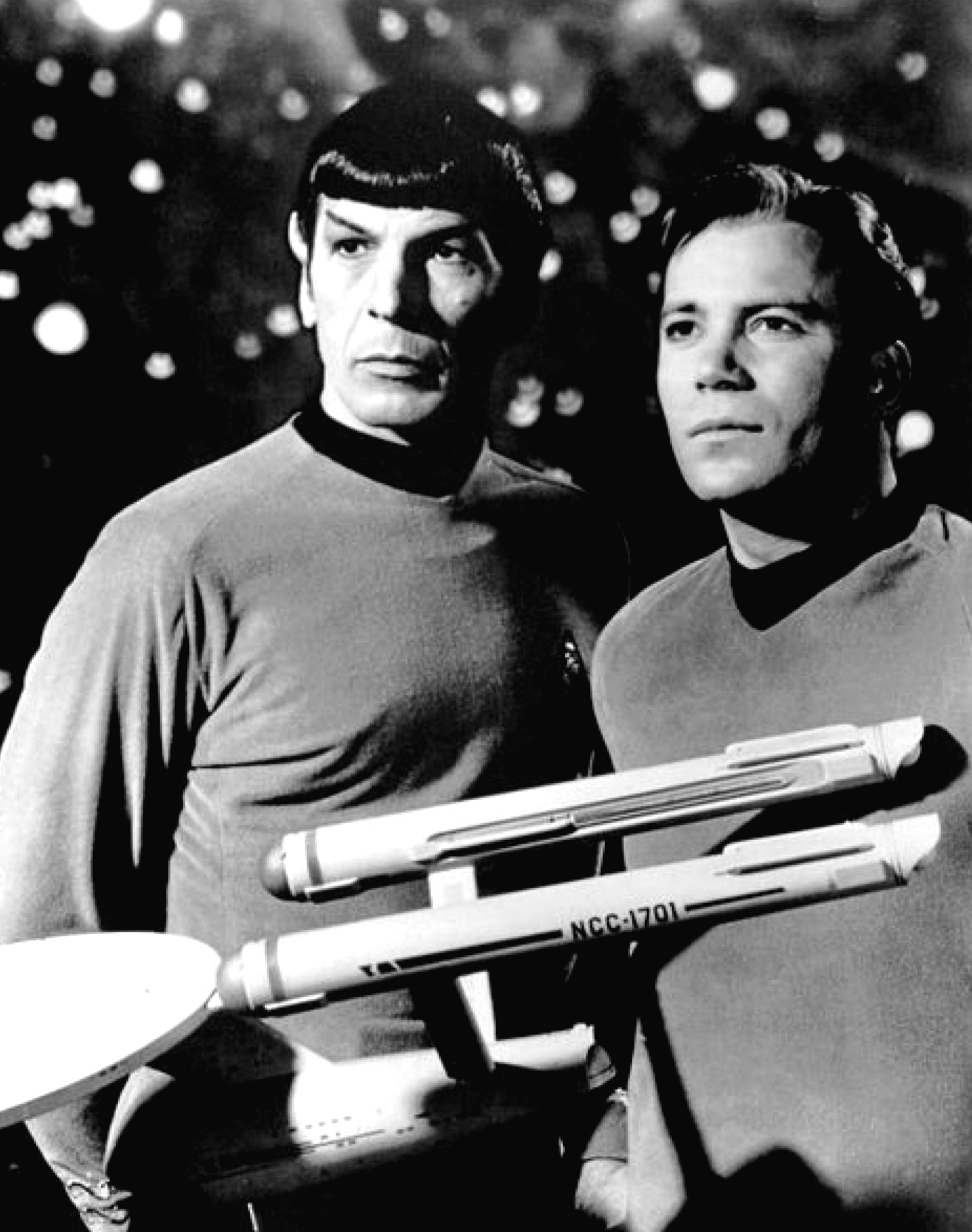
Star Trek avec William Shatner et Leonard Nimoy, une des séries emblématiques de la science fiction à la télévision.

Une série télévisée de science-fiction est un programme de fiction en plusieurs épisodes, traitant de récits dans des univers futuristes, de space-opera et d'anticipation. Les séries de science-fiction apparaissent aux premiers temps de la télévision dès les années 1950 avec les serials qui passent du grand écran au petit à cette période. Tales of Tomorrow diffusée en 1951, inaugure le genre de la série d'anthologie, qui trouve son apogée avec La Quatrième Dimension de Rod Serling diffusée à partir de 1958, qui combinait à la fois des récits fantastiques et de science-fiction. Au milieu des années 1960, le space opera télévisé est représenté par la série Star Trek de Gene Roddenberry et ses nombreuses déclinaisons, qui lance le thème du voyage spatial qui est ensuite repris par les séries Cosmos 1999, Babylon 5, Stargate SG-1 ou Battlestar Galactica.  Autre thème adapté en série, celui de l'invasion extra-terrestre, dont Les Envahisseurs fut le premier exemple marquant. Série basée sur la peur que des êtres venus d'ailleurs prennent l'apparence humaine pour s'emparer de la Terre,  elle a influencé plusieurs séries sur des récits de paranoïa, ou de conspirations, comme X-Files ou Roswell. Dans un autre registre V raconte le combat d'un groupe de résistants contre une invasion extra-terrestre.

## Histoire

### Duserialà la série télévisée
Format à succès au cinéma, le serial permettait de diffuser chaque semaine en salle, une série d'une dizaine de films de courts métrages.  Il aborde  à partir des années 1930 la science fiction avec plusieurs serials à succès, dont Flash Gordon (13 épisodes) de Frederick Stephani et Ray Taylor en 1936, Buck Rogers (12 épisodes) de Ford Beebe et Saul A. Goodkind en  1939, ou encore Captain America (15 épisodes) d'Elmer Clifton et John English en 1944. La popularité de ces séries, amène logiquement à les adapter à la télévision au début des années 1950. Ainsi est produit en 1950-1951 Buck Rogers en 36 épisodes par la chaine ABC, et la série Flash Gordon diffusée en syndication en 1954. La télévision américaine produit aussi Space Patrol de la chaine ABC de 1950 à 1954,  Captain Video and His Video Rangers (en) de la chaine DuMont Television Network (1949-1955) ou Space Rangers en syndicaiton (1954). Plutôt destinées à un jeune public, ces séries de type épisodique, apparaissent dans le contexte de la guerre froide et des débuts de la course à l'espace, et proposent des scénarios manichéens. Elles sont supplantées par les séries d'anthologie et surtout des space opéra plus matures dans leurs propos et l'audience recherchée comme Star Trek.

## Séries par ordre chronologique
- La Quatrième Dimension (1959-1964)
- Dr Who (1963-1989 puis 2005- )
- Au-delà du réel (1963-1965)
- Star trek (série originale: 1966-1969)
- Au cœur du temps (1966-1967)
- Les Envahisseurs (1967-1968)
- La Planète des singes (1974)
- Cosmos 1999 (1975-1978)
- Galactica (1978-1979)
- V (1983-1985)
- Code Quantum (1989-1993)
- Babylon 5 (1993-1998)
- X-Files : Aux frontières du réel (1993-2002 puis 2016- )
- Sliders : Les Mondes parallèles (1995-1997 puis 1998-2000)
- Stargate SG-1 (1997-2007)
- Farscape (1999-2003)
- Dark Angel (2000-2002)
- Battlestar Galactica (2004-2009)
- Les 4400 (2004-2007)
- Torchwood (2006-2011)
- Fringe (2008-2013)
- Dollhouse (2009-2010)
- Falling Skies (2011-2015)
- Black Mirror (2011-2014 puis 2016- )
- Westworld (2016- )